# Luigi Cadorna

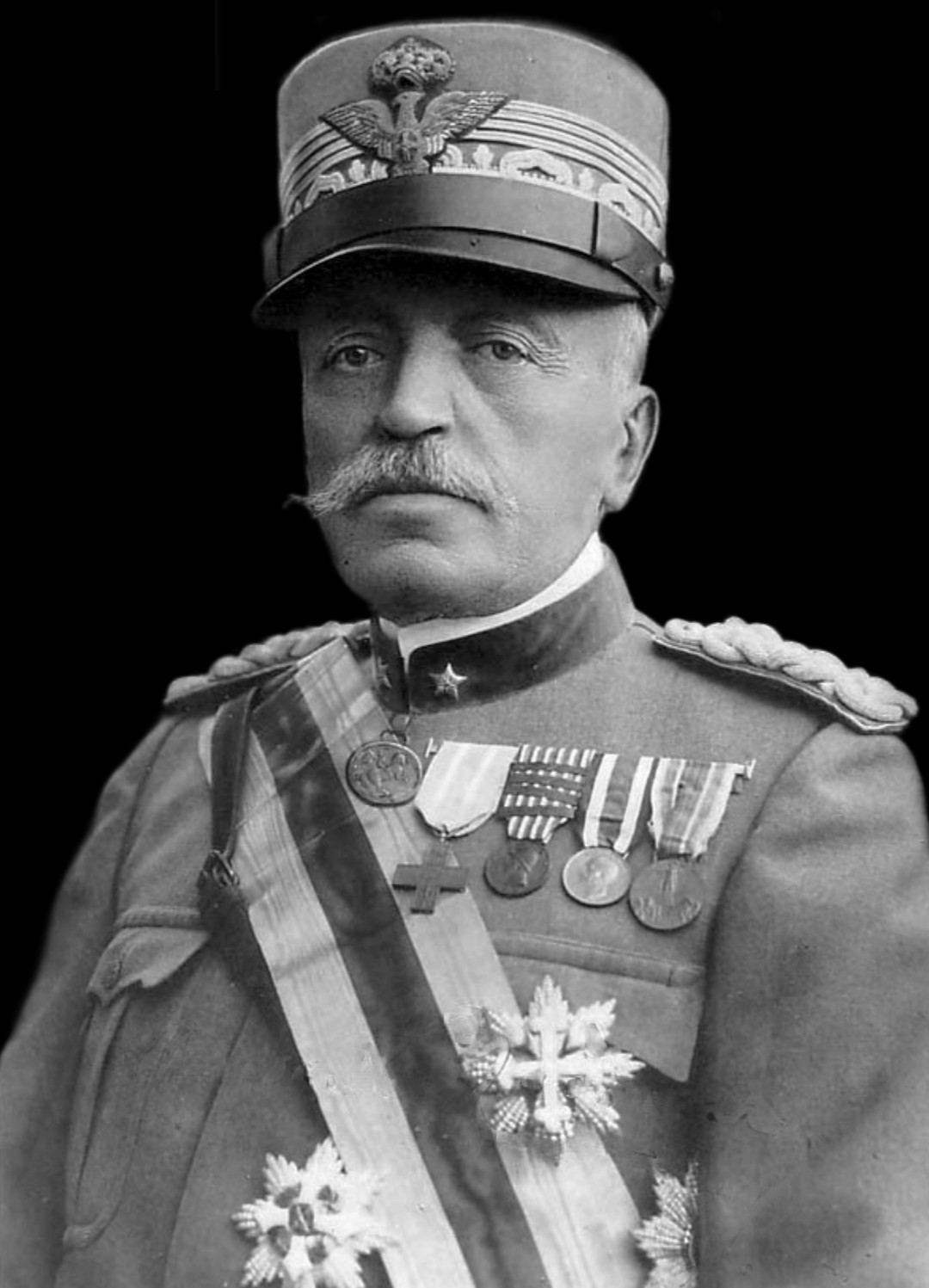
Luigi Cadorna (1917)

Marschall Graf Luigi Cadorna (* 4. September 1850 in Pallanza, Piemont; † 23. Dezember 1928 in Bordighera, Ligurien) war Chef des italienischen Generalstabes im Ersten Weltkrieg. Aufgrund seiner sinnlosen Grausamkeit und Brutalität im Krieg wird er heute vielfach als Kriegsverbrecher beurteilt.

## Frühes Leben
Cadorna wurde 1850 im Piemont geboren. Sein Vater Raffaele Cadorna der Ältere war ein hoher italienischer General. Im Jahr 1860 wurde Cadorna Schüler der Militärschule Teuliè in Mailand. Mit fünfzehn Jahren trat er in die Militärakademie von Turin ein. Nach seinem Abschluss wurde er 1868 zum Unterleutnant der Artillerie ernannt. Als Offizier des 2. Artillerieregiments nahm Cadorna 1870 im Rahmen einer von seinem Vater befehligten Einheit an der Besetzung Roms teil. Als Major wurde er in den Stab von General Pianell berufen und übernahm anschließend den Posten des Stabschefs des Divisionskommandos von Verona. Als Oberst, der ab 1892 das 10. Regiment der Bersaglieri befehligte, erwarb sich Cadorna den Ruf strenger Disziplin und harter Bestrafung. Er verfasste ein Handbuch der Infanterietaktik, in dem er den Schwerpunkt auf die Offensivdoktrin legte. Cadorna wurde 1898 zum Generalleutnant befördert und bekleidete in der Folge eine Reihe von Führungspositionen im Stab und in der Divisions- bzw. Korpsleitung. Am Vorabend des Kriegseintritts Italiens in den Weltkrieg 1915 stand er kurz vor der Pensionierung und war mit seinen politischen und militärischen Vorgesetzten zerstritten.
Cadorna war 1908 zum ersten Mal der Posten des Generalstabschefs angeboten worden, den er wegen der Frage der politischen Kontrolle in Kriegszeiten abgelehnt hatte.

## Karriere
Cadorna übernahm im Ersten Weltkrieg den Posten des Generalstabschefs von dem im Juli 1914 überraschend verstorbenen General Alberto Pollio und leitete von Kriegsbeginn bis November 1917 das in Udine liegende Comando Supremo. 
Cadorna agierte von Anfang an politischer als seine Vorgänger. Zwar legte er ähnlich wie diese zu Beginn seiner Amtszeit eine umfangreiche Liste mit Unzulänglichkeiten und Mängeln des italienischen Militärwesens auf, aber er und seine publizistischen Unterstützer wandten sich zudem öffentlich und ausdrücklich gegen Liberalismus, Pazifismus, eine angeblich linksgerichtete öffentliche Meinung und den Parlamentarismus, die Cadorna für die Schwäche des Militärs verantwortlich machte.
Als Italien im Mai 1915 auf der Seite der Entente in den Krieg eintrat, stellte Cadorna 36 Infanteriedivisionen mit 875.000 Mann auf, die jedoch nur über 120 moderne Artilleriegeschütze verfügten. Cadorna leitete 1915 vier Offensiven am Isonzo. Ziel war die Stadt Görz. Sie blockierte den Weg nach Triest und nach Laibach. Alle vier Offensiven schlugen fehl, Italien hatte große Verluste von rund 250.000 Mann und erzielte kaum Geländegewinne. Görz wurde erst Anfang August 1916 in der Sechsten Isonzoschlacht erobert. Bis 1917 eröffnete Cadorna insgesamt elf Offensiven am Isonzo und auch in den Dolomiten sowie auf der Hochebene von Asiago in der Ortigaraschlacht. Cadornas Führungsstil wird meist als egozentrisch, impulsiv und beratungsresistent beschrieben.
Am 24. Oktober 1917 brach eine von deutschen und österreichisch-ungarischen Verbänden eingeleitete Offensive in der so genannten Zwölften Isonzoschlacht bei Caporetto durch die italienischen Linien und erreichte zum 12. November den Fluss Piave. Die italienische Armee war in Auflösung und dem Zusammenbruch nahe; die Verluste an Mensch und Material waren enorm. Cadorna trug viel zu dieser Niederlage bei. Er hatte Anzeichen für den Gegenangriff ignoriert und seine Truppen zu offensiv aufgestellt, mit zu wenig Reserven im Hinterland. Sein Zögern, längst unhaltbare Positionen räumen zu lassen, führte zu hohen italienischen Verlusten. Auch viele seiner Offiziere, vor allem Pietro Badoglio, erwiesen sich als unfähig.
Cadorna wurde nach der Niederlage der Oberbefehl über die italienischen Truppen entzogen und er wurde als italienischer Vertreter in den Obersten Kriegsrat der Alliierten abkommandiert. Diese Funktion nahm er bis März 1918 wahr. Sein Nachfolger als Generalstabschef wurde General Armando Diaz. Nach einer offiziellen Untersuchung der Niederlage von Karfreit/Caporetto erkannten ihm Regierung und Parlament 1919 seinen Rang und seine Bezüge ab.
Gegen sechs Prozent der italienischen Soldaten unter seiner Führung wurde während des Krieges ein Disziplinarverfahren eingeleitet, und 61 % der Angeklagten wurden für schuldig befunden. Etwa 750 wurden hingerichtet, die höchste Zahl in einer Armee im Ersten Weltkrieg. Im Laufe des Krieges entließ Cadorna 217 Offiziere, und während der Schlacht von Karfreit (Caporetto) ordnete er standrechtliche Hinrichtungen von Offizieren an, deren Einheiten sich zurückzogen.
In der Folgezeit unterstützte Cadorna die faschistische Bewegung Mussolinis. Mussolini rehabilitierte Cadorna 1924, beförderte ihn und Armando Diaz zum Marschall. Cadorna starb 1928 in Bordighera, Ligurien.
Der Offizier und spätere Widerstandskämpfer Raffaele Cadorna der Jüngere war Luigi Cadornas Sohn.

## Nachleben
- Ein von September 1930 bis September 1931 gebauter und am 11. August 1933 in Dienst gestellter italienischer Kreuzer hieß Luigi Cadorna.
- Mussolini ließ ihm 1932 in Pallanza von Architekt Marcello Piacentini ein monumentales Mausoleum am Ufer des Lago Maggiore errichten.
- In Bozen ist ihm die Straße gewidmet, die vom Hauptquartier der Alpini nach Norden führt.
- Auf der Strada delle 52 Gallerie, einer der bekanntesten italienischen Militärstraßen des Ersten Weltkriegs, wurde einer der 52 Tunnel nach ihm benannt.
- 2022 gibt es Bestrebungen, die nach ihm benannten Straßen umzubenennen, weil er in seiner rücksichtslosen, blutigen Kriegsführung kein Vorbild sein könne. Bereits Antonio Gramsci hatte vom Cadornismo als menschenverachtender Militärstrategie gesprochen.[6]
- 1999 beschrieb ihn David Stevenson, Professor für internationale Geschichte an der London School of Economics and Political Science, als „einen der gefühllosesten und inkompetentesten Befehlshaber des Ersten Weltkriegs“.[7]

## Schriften (Auswahl)
- Attacco frontale ed ammaestramento tattico, bekannt als „Rotes Büchlein“, Rom 1915.
- La guerra alla fronte italiana fino all’arresto sulla linea della Piave e del Grappa: 24 maggio 1915 – 9 novembre 1917. (In zwei Bänden), Treves, Mailand 1921.
- Il generale Raffaele Cadorna nel risorgimento italiano. Treves, Mailand 1922.
- Altre pagine sulla grande guerra. A. Mondadori, Mailand 1925.